# Angelica Catalani
Angelica Catalani (1779 i Sinigaglia i Kirkestaten – 12. juni 1849
i Paris af kolera) var en italiensk operasanger, sopran.
Catalani debuterede 1795 på
Feniceteatret i Venedig, sang 1799 i Firenze, 1801
på La Scala i Milano, endvidere i Triest, Rom
og Neapel. Samme år modtog hun engagement ved
den italienske opera i Lissabon, hvortil hun var
knyttet i fem år, og her giftede hun sig med en
attaché ved det franske gesandtskab, Valabrégue, der
fra nu af ledsagede hende som hendes
forretningsfører.
1806 modtog hun engagement i
London, hvor hun forblev syv år, forgudet af
englænderne – og med en årlig gage af 96000
franc. Efter Napoleons fald 1814 vendte hun
tilbage til Paris, hvor Ludvig XVIII overdrog
hende styrelsen af Théatre italien med et årligt
tilskud af 160000 franc. I de "hundrede dage"
rømmede hun atter marken for Napoleon –
der aldrig havde kunnet tilgive hende, at hun i
sin tid havde foretrukket engagementet hos
hans dødsfjender, englænderne, for et tilbud
fra hans side – og vendte først efter hans
tilfangetagelse tilbage til Paris.
1817 opgav hun
sin virksomhed som teaterdirektrice, og i de
følgende 10 år førte hun et omflakkende
kunstnerliv, der blandt andet til sidst førte hende til
Danmark, hvor hun i sæsonen 1827-28 gav
en halv snes koncerter, hovedsagelig på Det Kongelige Teater.
Men da var hendes stjerne allerede
stærkt i nedgang, og København, der fra begyndelsen
syntes at skulle blive skuepladsen for en
vanvittig primadonna-kultus, vandt efter de første
par koncerter igen sin kritik og sin
koldblodighed tilbage.
1830 trak Catalani sig med sin ægtefælle og sine børn
tilbage til sit landsted i nærheden af Firenze.
Catalani forbandt med en mægtig, omfangsrig,
klangfuld og bøjelig stemme et fuldendt skønt
foredrag, en til det vidunderlige grænsende
virtuositet og bravur, et livfuldt dramatisk
temperament og en bedårende legemlig skønhed. Et
af hendes mest beundrede bravurnumre var
Rodes violinvariationer; men fuldt så stor
sensation vakte det, når hun ved slutningen af en
koncert stod frem og med uforlignelig majestæt
intonerede den engelske nationalhymne.
Se også
- Romantikkens scenekunst